# Marguerite Abouet
Marguerite Abouet (Abiyán, 1971) es una escritora de cómics de Costa de Marfil conocida por su serie de novelas gráficas Aya.

## Trayectoria
Abouet nació en 1971 en Abiyán y a los 12 años se trasladó con su hermano a Francia a casa de su tío abuelo. Con el tiempo, se estableció en Romainville, un suburbio de París, con su marido, el ilustrador Clément Oubrerie, ilustrador de sus conceptos gráficos y su hijo pequeño. Trabajó como asistente legal en París mientras escribía su primera novela gráfica, Aya. Abouet había intentado escribir novelas para jóvenes, pero lo dejó por la frustración que le producían las limitaciones que los editores imponían al género. Dejó su trabajo como asistente legal para concentrarse en la escritura a tiempo completo, incluyendo sus dos novelas gráficas posteriores Aya of Yop City y Aya: The Secrets Come Out.
Aya de Yopougon es la primera obra publicada de Abouet. También es su primera incursión en la novela gráfica, así como un esfuerzo de colaboración con su marido, para quien Aya fue su primer trabajo de ilustración en novela gráfica. Surgió del deseo de mostrar un África centrada en temas distintos de la guerra, la hambruna y la miseria que es en lo que se suelen centrar los medios de comunicación al retratar África. Sus personajes van a la escuela, van al trabajo, hacen planes para el futuro y se ven envueltos en enredos domésticos en Costa de Marfil de la misma manera que ocurre en cualquier otro lugar. Siguiendo el ejemplo de otras adaptaciones como Persépolis de Marjane Satrapi o Vals con Bashir de Ari Folman, la historia se adaptó al cine y se creó una película de animación codirigida por Abouet.
Abouet niega que Aya sea autobiográfica, excepto en el sentido de que describe la Costa de Marfil que ella conoce. Los personajes se basan en personas que conoció durante su infancia, pero las situaciones son puramente ficticias.
Aya ha sido considerada un éxito, especialmente para una autora novel. Ganó el Premio del Festival Internacional de Cómic de Angoulema 2006 a la primera obra de cómic y ha vendido más de 200.000 ejemplares en Francia. Abouet convenció a su editor francés para que vendiera ejemplares más baratos de tapa blanda de la novela gráfica en su Costa de Marfil natal.
Otros tebeos famosos de la autora son Akissi, un personaje inspirado en su propia infancia en Abiyán y Bienvenue, la historia de una joven que llega a París.